# Tropiorhynchus podagricus
Tropiorhynchus podagricus – gatunek chrząszczy z rodziny poświętnikowatych, podrodziny rutelowatych i plemienia Anomalini.

## Taksonomia
Gatunek ten opisany został w 1844 roku przez Karla Hermanna Burmeistera, jako Anisopilia podagricus. Później umieszczony rodzaju Tropiorhynchus. U Johna Gilberta Arrowa oraz w wykazie fauny Maharasztry rodzaj figuruje pod nazwą Tropiorrhynchus podagricus.

## Opis
Ciało długości od 11,5 do 13,5 mm i szerokości od 5,5 do 6,5 mm, węższy i o bardziej równoległych bokach niż u T. orientis. Ubarwienie głęboko metalicznie zielone z pokrywami czarnymi z jasnożółtymi znakami lub rude z lekkim metalicznie zielonym połykiem z wyjątkiem wierzchu pokryw. Głowa delikatnie i gęsto granulowana. Przedplecze gęsto punktowane, o przednich kątach ostrych, tylnych prawie prostych, nasadzie delikatnie i jednolicie zakrzywionej, opatrzone trójkątnymi łatkami o włosienia po bokach przedniej krawędzi i w tylnych kątach. Na pokrywach głębokie, punktowane rzędy, a międzyrzędy drugi i trzeci szersze od pozostałych. Spód ciała, uda, zewnętrzna krawędź oczu i część pygidium biało owłosione. Śródpiersie niewyciągnięte. Tylne krętarze kolczaste.

## Rozprzestrzenienie
Gatunek orientalny, znany z Kaszmiru i Maharasztry.